# Ethmia fumidella
Ethmia fumidella is een vlinder uit de familie grasmineermotten (Elachistidae). De wetenschappelijke naam is voor het eerst geldig gepubliceerd in 1850 door Wocke.
De soort komt voor in Europa.